# One Hour Before Dawn
One Hour Before Dawn is een Amerikaanse dramafilm uit 1920 onder regie van Henry King. De film werd destijds in Nederland uitgebracht onder de titel Hypnose.

## Verhaal
George Clayton vindt het grappig, wanneer een hypnotiseur hem beveelt om Harrison Kirk te vermoorden. Als Kirk later wordt vermoord, is Clayton bang dat hij daadwerkelijk de moordenaar is.

## Rolverdeling
| Acteur            | Personage         |
| ----------------- | ----------------- |
| H.B. Warner       | George Clayton    |
| Anna Q. Nilsson   | Ellen Aldrich     |
| Augustus Phillips | Bob Manning       |
| Frank Leigh       | Norman Osgood     |
| Howard Davies     | Harrison Kirk     |
| Adele Farrington  | Mevrouw Montague  |
| Lillian Rich      | Dorothy           |
| Dorothy Hagan     | Mevrouw Copeland  |
| Tom Guise         | Rechter Copeland  |
| Ralph McCullough  | Fred Aldrich      |
| Edmund Burns      | Arthur            |
| Wilton Taylor     | Inspecteur Steele |